# Список астероїдів (5501—5600)
| Назва                                     | Тимчасове позначення | Дата відкриття    | Місце відкриття                      | Відкривач                                              |
| ----------------------------------------- | -------------------- | ----------------- | ------------------------------------ | ------------------------------------------------------ |
| (5501) 1982 FF2                           | 1982 FF2             | 30 березня 1982   | Сокорро (Нью-Мексико)                | Лоренс Тафф                                            |
| 5502 Брашир (Brashear)                    | 1984 EC              | 1 березня 1984    | Станція Андерсон-Меса                | Едвард Бовелл                                          |
| (5503) 1985 CE2                           | 1985 CE2             | 13 лютого 1985    | Обсерваторія Ла-Сілья                | Анрі Дебеонь                                           |
| 5504 Ланцеротті (Lanzerotti)              | 1985 FC2             | 22 березня 1985   | Станція Андерсон-Меса                | Едвард Бовелл                                          |
| 5505 Рундетурн (Кругла Вежа) (Rundetaarn) | 1986 VD1             | 6 листопада 1986  | Обсерваторія Брорфельде              | Поуль Єнсен                                            |
| 5506 Артільйо                             | 1987 SV11            | 24 вересня 1987   | Обсерваторія Ла-Сілья                | Анрі Дебеонь                                           |
| 5507 Ніїдзіма (Niijima)                   | 1987 UJ              | 21 жовтня 1987    | Тойота                               | Кендзо Судзукі, Такеші Урата                           |
| 5508 Ґоміоу (Gomyou)                      | 1988 EB              | 9 березня 1988    | Обсерваторія Ніхондайра              | Обсерваторія Ніхондайра                                |
| 5509 Реннштайґ (Rennsteig)                | 1988 RD3             | 8 вересня 1988    | Обсерваторія Карла Шварцшильда       | Ф. Бернґен                                             |
| (5510) 1988 RF7                           | 1988 RF7             | 2 вересня 1988    | Обсерваторія Ла-Сілья                | Анрі Дебеонь                                           |
| 5511 Cloanthus                            | 1988 TH1             | 8 жовтня 1988     | Паломарська обсерваторія             | Керолін Шумейкер, Юджин Шумейкер                       |
| (5512) 1988 VD7                           | 1988 VD7             | 10 листопада 1988 | Окутама                              | Цуному Хіокі, Нобухіро Кавасато                        |
| 5513 Юкіо (Yukio)                         | 1988 WB              | 27 листопада 1988 | Обсерваторія Ніхондайра              | В. Какеї, М. Кідзава, Такеші Урата                     |
| (5514) 1989 BN1                           | 1989 BN1             | 29 січня 1989     | Обсерваторія Клеть                   | Зденька Ваврова                                        |
| (5515) 1989 EL1                           | 1989 EL1             | 5 березня 1989    | Паломарська обсерваторія             | Е. Гелін                                               |
| 5516 Джевільямсон (Jawilliamson)          | 1989 JK              | 2 травня 1989     | Паломарська обсерваторія             | Е. Гелін                                               |
| 5517 Джоніроджерс (Johnerogers)           | 1989 LJ              | 4 червня 1989     | Паломарська обсерваторія             | Е. Гелін                                               |
| 5518 Маріоботта (Mariobotta)              | 1989 YF              | 30 грудня 1989    | Кйонська обсерваторія                | Дж. Баур                                               |
| 5519 Лелюч (Lellouch)                     | 1990 QB4             | 23 серпня 1990    | Паломарська обсерваторія             | Генрі Гольт                                            |
| 5520 Наторі (Natori)                      | 1990 RB              | 12 вересня 1990   | Обсерваторія Ніхондайра              | Такеші Урата                                           |
| 5521 Морпурго (Morpurgo)                  | 1991 PM1             | 15 серпня 1991    | Паломарська обсерваторія             | Е. Гелін                                               |
| 5522 Де Роп (De Rop)                      | 1991 PJ5             | 3 серпня 1991     | Обсерваторія Ла-Сілья                | Ерік Вальтер Ельст                                     |
| 5523 Люміне (Luminet)                     | 1991 PH8             | 5 серпня 1991     | Паломарська обсерваторія             | Генрі Гольт                                            |
| 5524 Лєкаше (Lecacheux)                   | 1991 RA30            | 15 вересня 1991   | Паломарська обсерваторія             | Генрі Гольт                                            |
| (5525) 1991 TS4                           | 1991 TS4             | 15 жовтня 1991    | Обсерваторія Уенохара                | Нобухіро Кавасато                                      |
| 5526 Кензо (Kenzo)                        | 1991 UP1             | 18 жовтня 1991    | Обсерваторія Ніхондайра              | Такеші Урата                                           |
| (5527) 1991 UQ3                           | 1991 UQ3             | 31 жовтня 1991    | Обсерваторія Кушіро                  | Сейджі Уеда, Хіроші Канеда                             |
| (5528) 1992 AJ                            | 1992 AJ              | 2 січня 1992      | Обсерваторія Кушіро                  | Сейджі Уеда, Хіроші Канеда                             |
| 5529 Перрі (Perry)                        | 2557 P-L             | 24 вересня 1960   | Паломарська обсерваторія             | К. Й. ван Гаутен, І. ван Гаутен-Ґроневельд, Т. Герельс |
| 5530 Ейсінґа (Eisinga)                    | 2835 P-L             | 24 вересня 1960   | Паломарська обсерваторія             | К. Й. ван Гаутен, І. ван Гаутен-Ґроневельд, Т. Герельс |
| 5531 Керольєнтьє (Carolientje)            | 1051 T-2             | 29 вересня 1973   | Паломарська обсерваторія             | К. Й. ван Гаутен, І. ван Гаутен-Ґроневельд, Т. Герельс |
| 5532 Ітінохе (Ichinohe)                   | 1932 CY              | 14 лютого 1932    | Обсерваторія Гейдельберг-Кеніґштуль  | К. В. Райнмут                                          |
| 5533 Багров (Bagrov)                      | 1935 SC              | 21 вересня 1935   | Сімеїз                               | Пелагея Шайн                                           |
| (5534) 1941 UN                            | 1941 UN              | 15 жовтня 1941    | Турку                                | Люсі Отерма                                            |
| 5535 Annefrank                            | 1942 EM              | 23 березня 1942   | Обсерваторія Гейдельберг-Кеніґштуль  | К. В. Райнмут                                          |
| 5536 Ханікат (Honeycutt)                  | 1955 QN              | 23 серпня 1955    | Обсерваторія Ґете Лінка              | Університет Індіани                                    |
| 5537 Санья (Sanya)                        | 1964 TA2             | 9 жовтня 1964     | Обсерваторія Цзицзіньшань            | Обсерваторія Червона Гора                              |
| 5538 Луйчеву (Luichewoo)                  | 1964 TU2             | 9 жовтня 1964     | Обсерваторія Цзицзіньшань            | Обсерваторія Червона Гора                              |
| 5539 Лімпорйен (Limporyen)                | 1965 UA1             | 16 жовтня 1965    | Обсерваторія Цзицзіньшань            | Обсерваторія Червона Гора                              |
| 5540 Смирнова (Smirnova)                  | 1971 QR1             | 30 серпня 1971    | КрАО                                 | Смирнова Тамара Михайлівна                             |
| 5541 Сеймей (Seimei)                      | 1976 UH16            | 22 жовтня 1976    | Обсерваторія Кісо                    | Хірокі Косаї, Кіїтіро Фурукава                         |
| 5542 Моффатт (Moffatt)                    | 1978 PT4             | 6 серпня 1978     | Пертська обсерваторія                | Пертська обсерваторія                                  |
| 5543 Шараф (Sharaf)                       | 1978 TW2             | 3 жовтня 1978     | КрАО                                 | Черних Микола Степанович                               |
| 5544 Казаков (Kazakov)                    | 1978 TH6             | 2 жовтня 1978     | КрАО                                 | Журавльова Людмила Василівна                           |
| 5545 Макаров (Makarov)                    | 1978 VY14            | 1 листопада 1978  | КрАО                                 | Журавльова Людмила Василівна                           |
| 5546 Салават (Salavat)                    | 1979 YS              | 18 грудня 1979    | Обсерваторія Ла-Сілья                | Анрі Дебеонь                                           |
| 5547 Акадіау (Acadiau)                    | 1980 LE1             | 11 червня 1980    | Паломарська обсерваторія             | Керолін Шумейкер                                       |
| 5548 Тохерріот (Thosharriot)              | 1980 TH              | 3 жовтня 1980     | Обсерваторія Клеть                   | Зденька Ваврова                                        |
| 5549 Бобстефанік (Bobstefanik)            | 1981 GM1             | 1 квітня 1981     | Гарвардська обсерваторія             | Гарвардська обсерваторія                               |
| (5550) 1981 UB1                           | 1981 UB1             | 30 жовтня 1981    | Сокорро (Нью-Мексико)                | Лоренс Тафф                                            |
| 5551 Ґліксон (Glikson)                    | 1982 BJ              | 24 січня 1982     | Паломарська обсерваторія             | Керолін Шумейкер, Юджин Шумейкер                       |
| 5552 Студнічка (Studnicka)                | 1982 SJ1             | 16 вересня 1982   | Обсерваторія Клеть                   | Антонін Мркос                                          |
| 5553 Ходас (Chodas)                       | 1984 CM1             | 6 лютого 1984     | Станція Андерсон-Меса                | Едвард Бовелл                                          |
| 5554 Кісі (Keesey)                        | 1985 TW1             | 15 жовтня 1985    | Станція Андерсон-Меса                | Едвард Бовелл                                          |
| 5555 Вімберлі (Wimberly)                  | 1986 VF5             | 5 листопада 1986  | Станція Андерсон-Меса                | Едвард Бовелл                                          |
| (5556) 1988 AL                            | 1988 AL              | 15 січня 1988     | Обсерваторія Кушіро                  | Сейджі Уеда, Хіроші Канеда                             |
| 5557 Тімікеппуко (Chimikeppuko)           | 1989 CM1             | 7 лютого 1989     | Обсерваторія Кітамі                  | Кін Ендате, Кадзуро Ватанабе                           |
| (5558) 1989 WL2                           | 1989 WL2             | 24 листопада 1989 | Обсерваторія Сайдинг-Спрінг          | Роберт Макнот                                          |
| (5559) 1990 MV                            | 1990 MV              | 27 червня 1990    | Паломарська обсерваторія             | Е. Гелін                                               |
| 5560 Емітіс (Amytis)                      | 1990 MX              | 27 червня 1990    | Паломарська обсерваторія             | Е. Гелін                                               |
| 5561 Іґуті (Iguchi)                       | 1991 QD              | 17 серпня 1991    | Обсерваторія Кійосато                | Сатору Отомо                                           |
| (5562) 1991 VS                            | 1991 VS              | 4 листопада 1991  | Обсерваторія Кушіро                  | Сейджі Уеда, Хіроші Канеда                             |
| (5563) 1991 VZ1                           | 1991 VZ1             | 9 листопада 1991  | Обсерваторія Кушіро                  | Сейджі Уеда, Хіроші Канеда                             |
| (5564) 1991 VH2                           | 1991 VH2             | 9 листопада 1991  | Обсерваторія Кушіро                  | Сейджі Уеда, Хіроші Канеда                             |
| 5565 Укьонодайбу (Ukyounodaibu)           | 1991 VN2             | 10 листопада 1991 | Станція JCPM Якіїмо                  | Акіра Наторі, Такеші Урата                             |
| (5566) 1991 VY3                           | 1991 VY3             | 11 листопада 1991 | Обсерваторія Кушіро                  | Сейджі Уеда, Хіроші Канеда                             |
| 5567 Дурізен (Durisen)                    | 1953 FK1             | 21 березня 1953   | Обсерваторія Ґете Лінка              | Університет Індіани                                    |
| 5568 Муфсон (Mufson)                      | 1953 TS2             | 14 жовтня 1953    | Обсерваторія Ґете Лінка              | Університет Індіани                                    |
| 5569 Колбі (Colby)                        | 1974 FO              | 22 березня 1974   | Астрономічна станція Серро Ель Робле | Карлос Торрес                                          |
| 5570 Кірсен (Kirsan)                      | 1976 GM7             | 4 квітня 1976     | КрАО                                 | Черних Микола Степанович                               |
| 5571 Леслігрін (Lesliegreen)              | 1978 LG              | 1 червня 1978     | Обсерваторія Ла-Сілья                | Карл Кемпер                                            |
| 5572 Блискунов (Bliskunov)                | 1978 SS2             | 26 вересня 1978   | КрАО                                 | Журавльова Людмила Василівна                           |
| (5573) 1981 QX                            | 1981 QX              | 24 серпня 1981    | Обсерваторія Клеть                   | Антонін Мркос                                          |
| (5574) 1984 FS                            | 1984 FS              | 20 березня 1984   | Обсерваторія Клеть                   | Зденька Ваврова                                        |
| 5575 Раянпарк                             | 1985 RP2             | 4 вересня 1985    | Обсерваторія Ла-Сілья                | Анрі Дебеонь                                           |
| 5576 Альбанесе (Albanese)                 | 1986 UM1             | 26 жовтня 1986    | Коссоль                              | CERGA                                                  |
| 5577 Прістлі (Priestley)                  | 1986 WQ2             | 21 листопада 1986 | Обсерваторія Сайдинг-Спрінг          | Данкан Волдрон                                         |
| 5578 Такакура (Takakura)                  | 1987 BC              | 28 січня 1987     | Обсерваторія Одзіма                  | Тсунео Ніїдзіма, Такеші Урата                          |
| 5579 Юлхер (Uhlherr)                      | 1988 JL              | 11 травня 1988    | Паломарська обсерваторія             | Керолін Шумейкер, Юджин Шумейкер                       |
| 5580 Сярідаке (Sharidake)                 | 1988 RP1             | 10 вересня 1988   | Обсерваторія Кітамі                  | Кін Ендате, Кадзуро Ватанабе                           |
| 5581 Міцуко (Mitsuko)                     | 1989 CY1             | 10 лютого 1989    | Обсерваторія Токушіма                | Масаюкі Івамото, Тошімата Фурута                       |
| (5582) 1989 CU8                           | 1989 CU8             | 13 лютого 1989    | Обсерваторія Ла-Сілья                | Анрі Дебеонь                                           |
| 5583 Браунерова (Braunerova)              | 1989 EY1             | 5 березня 1989    | Обсерваторія Клеть                   | Антонін Мркос                                          |
| 5584 Айзенберг (Izenberg)                 | 1989 KK              | 31 травня 1989    | Паломарська обсерваторія             | Генрі Гольт                                            |
| 5585 Parks                                | 1990 MJ              | 28 червня 1990    | Паломарська обсерваторія             | Е. Гелін                                               |
| (5586) 1990 RE6                           | 1990 RE6             | 9 вересня 1990    | Обсерваторія Ла-Сілья                | Анрі Дебеонь                                           |
| (5587) 1990 SB                            | 1990 SB              | 16 вересня 1990   | Паломарська обсерваторія             | Генрі Гольт, Джефрі Бравн                              |
| 5588 Дженнабель (Jennabelle)              | 1990 SW3             | 23 вересня 1990   | Паломарська обсерваторія             | Браян Роман                                            |
| 5589 Де Меіс (De Meis)                    | 1990 SD14            | 23 вересня 1990   | Обсерваторія Ла-Сілья                | Анрі Дебеонь                                           |
| (5590) 1990 VA                            | 1990 VA              | 9 листопада 1990  | Обсерваторія Кітт-Пік                | Spacewatch                                             |
| 5591 Койо (Koyo)                          | 1990 VF2             | 10 листопада 1990 | Обсерваторія Ніхондайра              | Такеші Урата                                           |
| 5592 Осіма (Oshima)                       | 1990 VB4             | 14 листопада 1990 | Тойота                               | Кендзо Судзукі, Такеші Урата                           |
| 5593 Jonsujatha                           | 1991 JN1             | 9 травня 1991     | Паломарська обсерваторія             | Е. Гелін                                               |
| 5594 Джимміллер (Jimmiller)               | 1991 NK1             | 12 липня 1991     | Паломарська обсерваторія             | Генрі Гольт                                            |
| 5595 Роут (Roth)                          | 1991 PJ              | 5 серпня 1991     | Паломарська обсерваторія             | Генрі Гольт                                            |
| 5596 Морбіделлі (Morbidelli)              | 1991 PQ10            | 7 серпня 1991     | Паломарська обсерваторія             | Генрі Гольт                                            |
| 5597 Ворен (Warren)                       | 1991 PC13            | 5 серпня 1991     | Паломарська обсерваторія             | Генрі Гольт                                            |
| 5598 Карлмюррей (Carlmurray)              | 1991 PN18            | 8 серпня 1991     | Паломарська обсерваторія             | Генрі Гольт                                            |
| (5599) 1991 SG1                           | 1991 SG1             | 29 вересня 1991   | Обсерваторія Кушіро                  | Сейджі Уеда, Хіроші Канеда                             |
| (5600) 1991 UY                            | 1991 UY              | 18 жовтня 1991    | Обсерваторія Кушіро                  | Сейджі Уеда, Хіроші Канеда                             |

| Астероїди 1—10000 → |           |           |           |           |           |           |           |           |            |
| 1—100               | 1001—1100 | 2001—2100 | 3001—3100 | 4001—4100 | 5001—5100 | 6001—6100 | 7001—7100 | 8001—8100 | 9001—9100  |
| 101—200             | 1101—1200 | 2101—2200 | 3101—3200 | 4101—4200 | 5101—5200 | 6101—6200 | 7101—7200 | 8101—8200 | 9101—9200  |
| 201—300             | 1201—1300 | 2201—2300 | 3201—3300 | 4201—4300 | 5201—5300 | 6201—6300 | 7201—7300 | 8201—8300 | 9201—9300  |
| 301—400             | 1301—1400 | 2301—2400 | 3301—3400 | 4301—4400 | 5301—5400 | 6301—6400 | 7301—7400 | 8301—8400 | 9301—9400  |
| 401—500             | 1401—1500 | 2401—2500 | 3401—3500 | 4401—4500 | 5401—5500 | 6401—6500 | 7401—7500 | 8401—8500 | 9401—9500  |
| 501—600             | 1501—1600 | 2501—2600 | 3501—3600 | 4501—4600 | 5501—5600 | 6501—6600 | 7501—7600 | 8501—8600 | 9501—9600  |
| 601—700             | 1601—1700 | 2601—2700 | 3601—3700 | 4601—4700 | 5601—5700 | 6601—6700 | 7601—7700 | 8601—8700 | 9601—9700  |
| 701—800             | 1701—1800 | 2701—2800 | 3701—3800 | 4701—4800 | 5701—5800 | 6701—6800 | 7701—7800 | 8701—8800 | 9701—9800  |
| 801—900             | 1801—1900 | 2801—2900 | 3801—3900 | 4801—4900 | 5801—5900 | 6801—6900 | 7801—7900 | 8801—8900 | 9801—9900  |
| 901—1000            | 1901—2000 | 2901—3000 | 3901—4000 | 4901—5000 | 5901—6000 | 6901—7000 | 7901—8000 | 8901—9000 | 9901—10000 |